# Portul popular ceangăiesc
Acest articol dezvoltă secțiunea Cultură a articolului principal, Ceangăi.

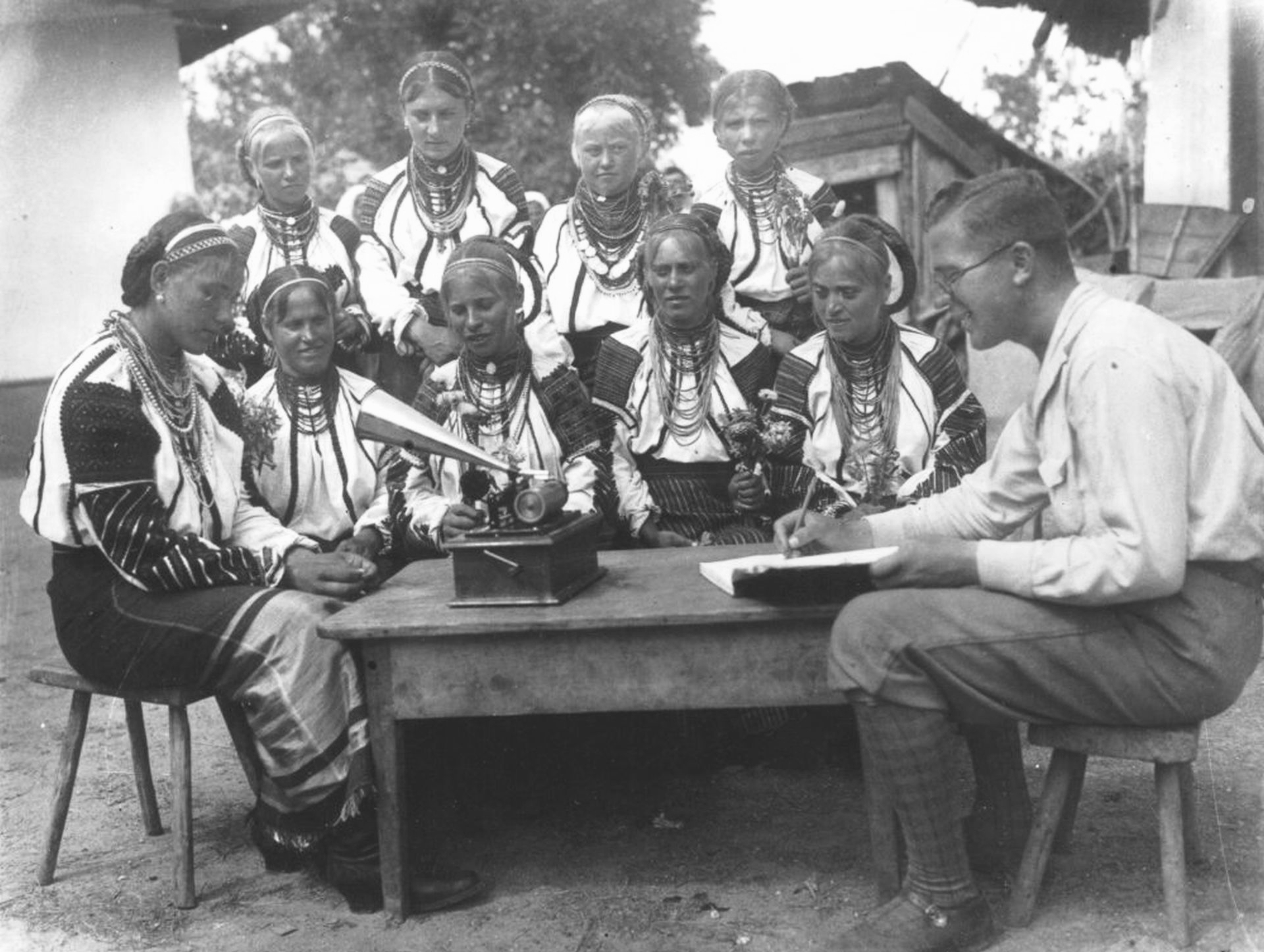
Istoricul etnograf Pál Péter Domokos studiind în anul 1929 o comunitate ceangăiască din Galbeni, Bacău

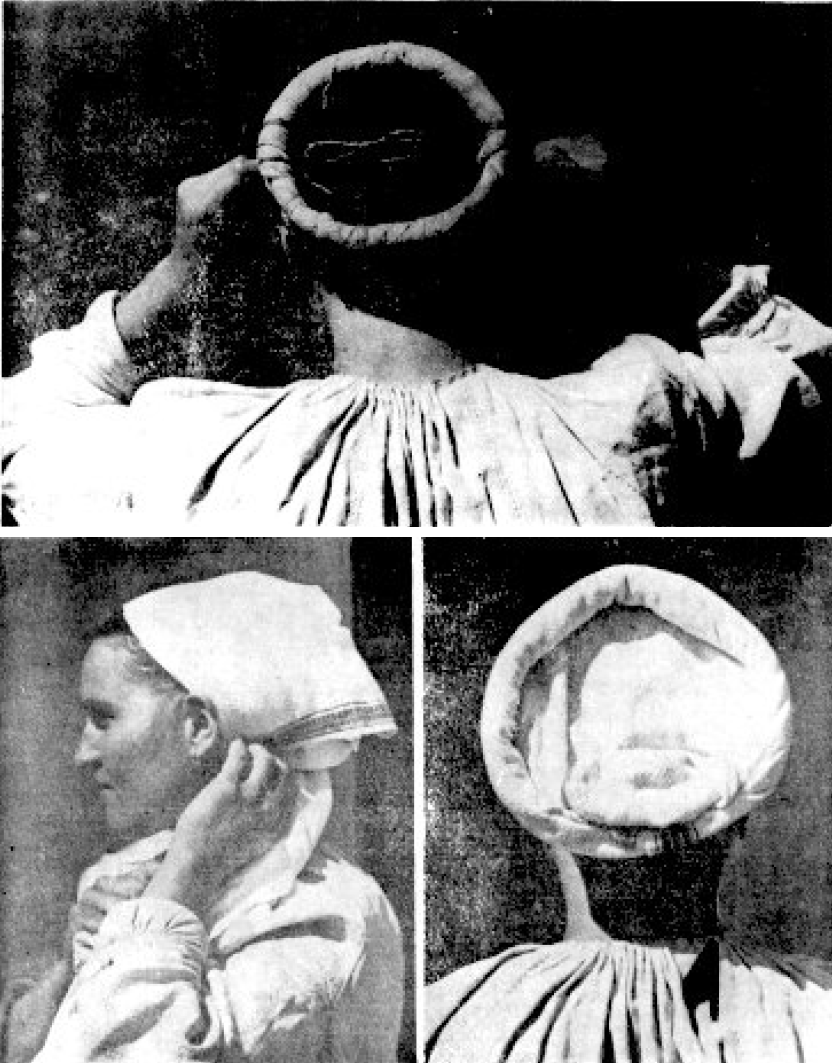
Împletirea părului fetelor mature pe „kontykarika”, specifică ceangăițelor din Moldova

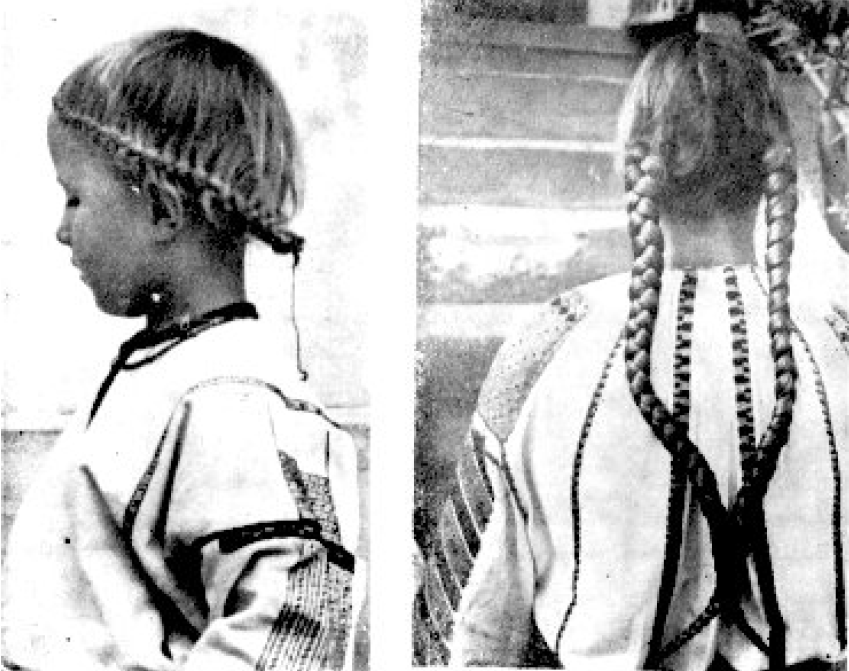
Împletirea părului fetelor în cozi (Moldova)

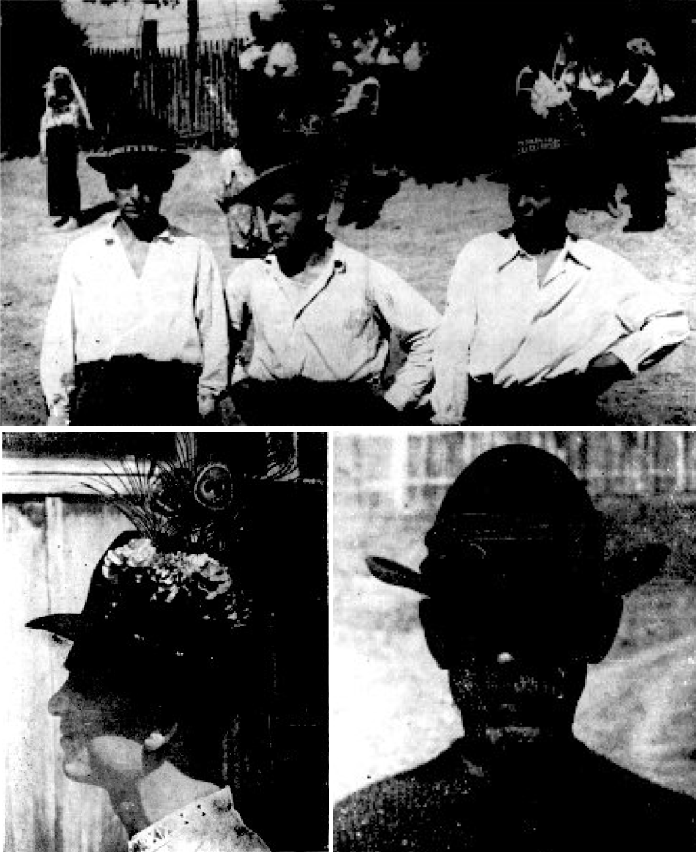
Foto sus: bărbați tineri cu pălării simple; foto stânga-jos: pălărie cu buchet de flori; foto dreapta-jos: pălărie ungurească (Moldova)

Portul popular ceangăiesc este un tip de îmbrăcăminte specific locuitorilor ceangăi din zona Moldovei, rezultat din contopirea unor mai multe culturi timp de mai multe secole. Acesta se aseamănă în unele privințe cu portul secuiesc, din Bulgaria de la sud de Dunăre, din sudul Ucrainei și cu cel românesc, fiind diferit totuși de acestea în măsuri diferite prin material, croire și decorare. De asemenea, păstrează elemente specifice din secolele XVII-XVIII.

### Ceangăii din Moldova
Ținuta ce caracterizează prin pantaloni din lână, ie cu mâneci lungi, brâu în talie, pălărie, ghete și cizme, încălțămintea cea din urmă fiind mai recentă.
Acest costum era obișnuit în rândul popoarelor din sud-estul Europei, dar s-a păstrat parțial neschimbat în rândul comunității ceangăiești în ceea ce privește croitoria și decorarea anumitor haine, cum ar fi a cămășilor pentru femei și bărbați.
A fost un port comun în trecut bulgarilor, ucrainenilor, românilor. Se aseamănă cu actuala formă a portului secuiesc.
Ceangăii și românii numesc astăzi această ținută „port maghiar” (sau „unguresc”), în timp ce maghiarii din Transilvania „costum românesc”, pentru că elemente din acesta pot fi văzute și în rândul românilor.
Există și o formă mai tradițională și mai arhaică a acestui port.
Catrința este brodată cu voal din lână neagră. 

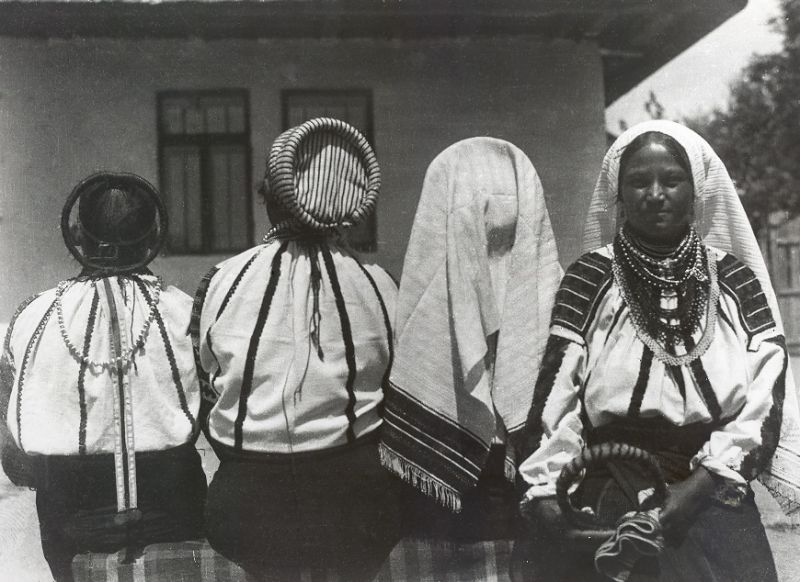
Galbeni, Bacău
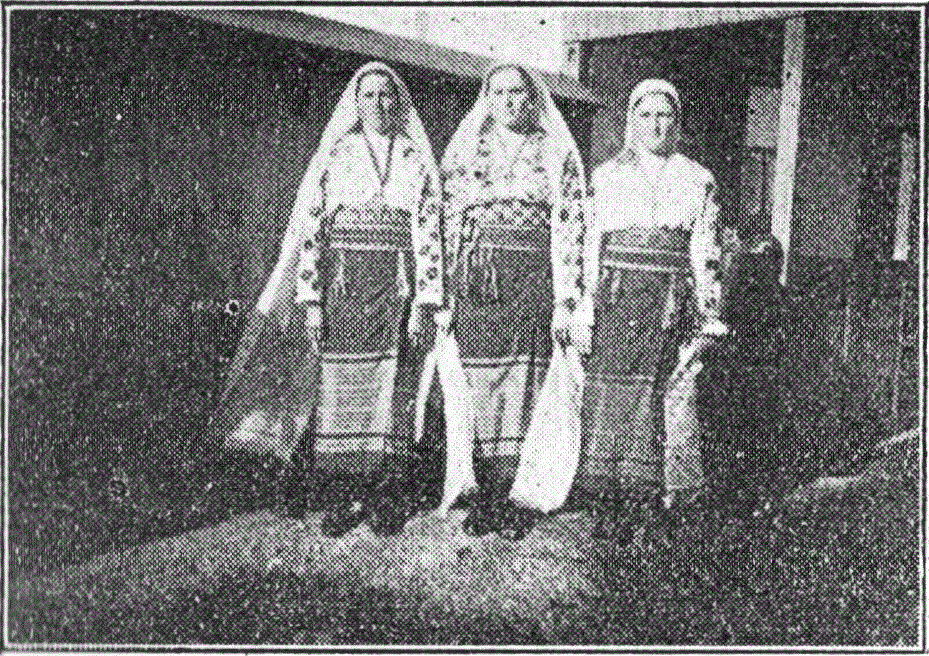
Săbăoani, Neamț
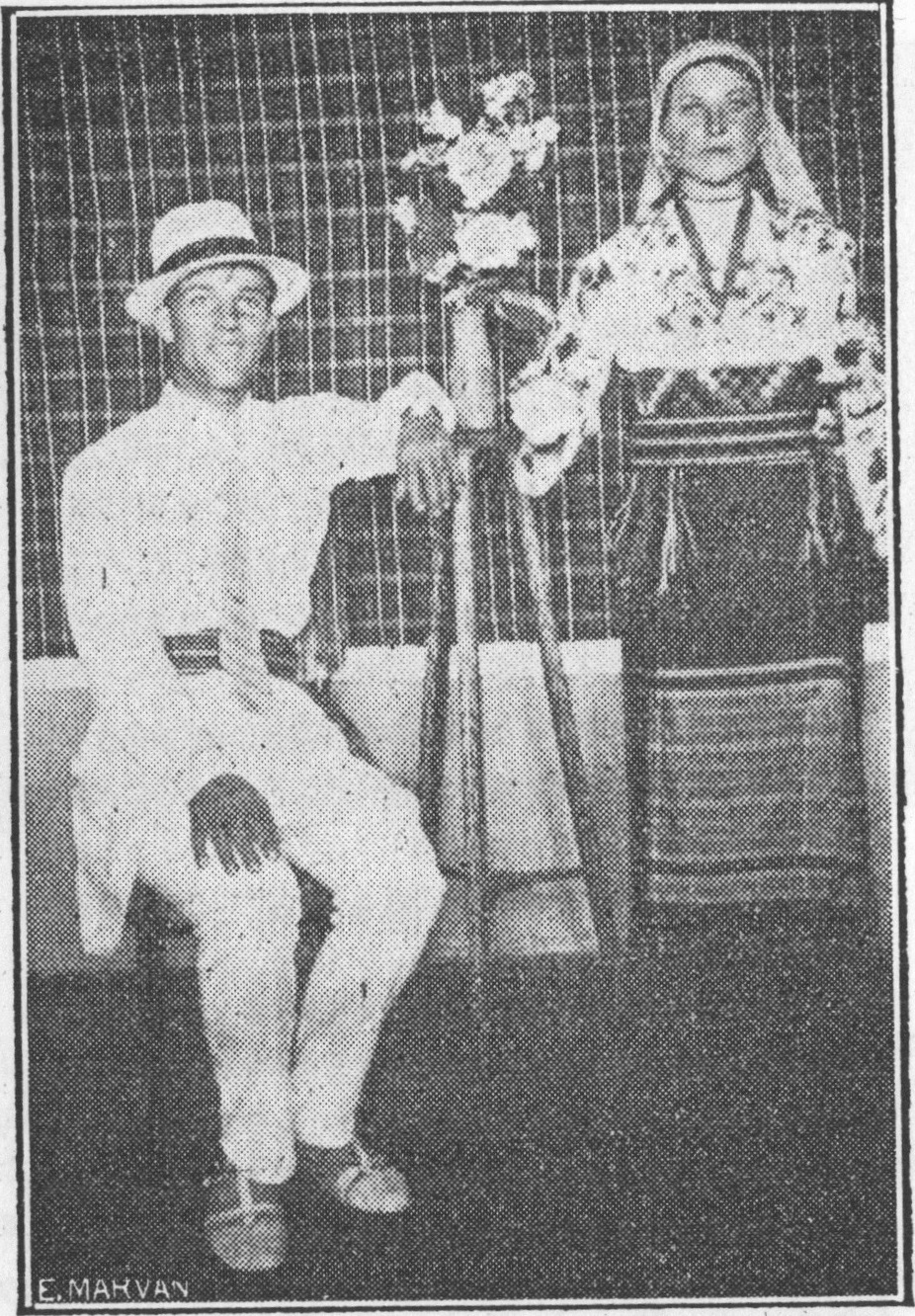
Săbăoani

### Ceangăii din Ghimeș
Portul bărbătesc al ceangăilor seamănă în mare parte cu cel din Moldova, excepție făcând cioarecii și ițarii ce sunt mai strâmți, purtându-se cu bocanci. Se poartă cămașa cu mânecă largă sau cu manșetă brodată, gulerul mic fiind frumos ornat. Șerparul foarte lat, purtat pe vremuri, este înlocuit cu mult mai îngust, care fixează pe talie cămașa semilungă, trasă în creț. Pe pălărioara neagră cu boruri mici se poartă, mai ales de către flăcăi, un buchet colorat. Pieptarul este foarte bogat ornat; sumanul lung, de culoare neagră, se ornează discret cu șiret și șnur, dar numai prin părțile buzunarelor și ale gulerului. Iarna, capul se acoperă cu căciulă neagră.
Portul ceangăiesc feminin seamănă și el cu cel moldovenesc. Ia cu altița ornată pe vremuri cu broderii de forme geometrice cusute pe dos are în prezent broderie cu motive florale multicolore, ornarea tradițională păstrându-se doar la crețuri. Poalele ceangăiești se confecționează din pânză sau giulgiu alb; ele nu sunt brodate, iar dantela care încadrează partea de jos a poalelor, le conferă o frumusețe discretă. Ia și poalele sunt strânse, de asemenea, printr-un brâu lat de lână, peste care se îmbracă catrința de culoare maro sau neagră, vărgată cu măsură și fixată mai sus de talie printr-un brâu îngust de lână. Cojocul de blană încheiat în față este ornamentat printr-o broderie colorată. Femeile mai în etate îmbracă adesea pe sub cojoc și mâneci roșii tărcate, cu pătrățele, prinse peste umăr printr-un fel de ham. Fetele și femeiletinere poartă la gât un șirag de mărgele strălucitoare cu panglică colorată, împodobită cu motive florale. Este răspândit portul baticului. Tinerele își leagă baticurile cu trandafiri pe ceafă, iar femeile mai în vârstă sub bărbie. Iarna se poartă bundiță din blană de miel, de culoare albă, ori sumanul negru asemănător sumanului bărbătesc. Acesta din urmă se poartă de către femeile vârstnice. Vara femeile poartă pantofi, iarna ghete cu tureac.

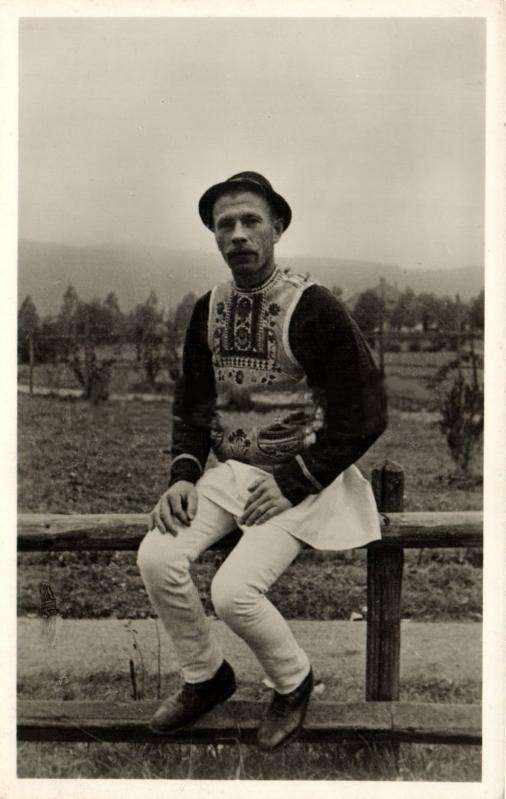
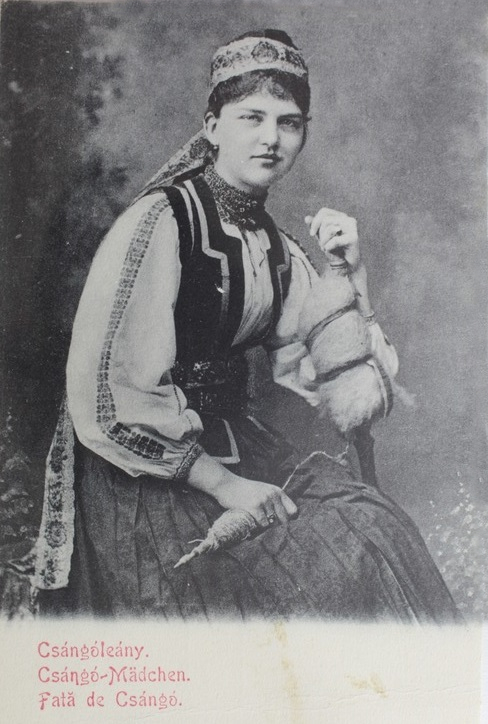
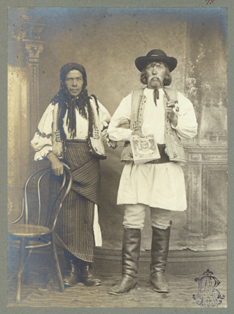
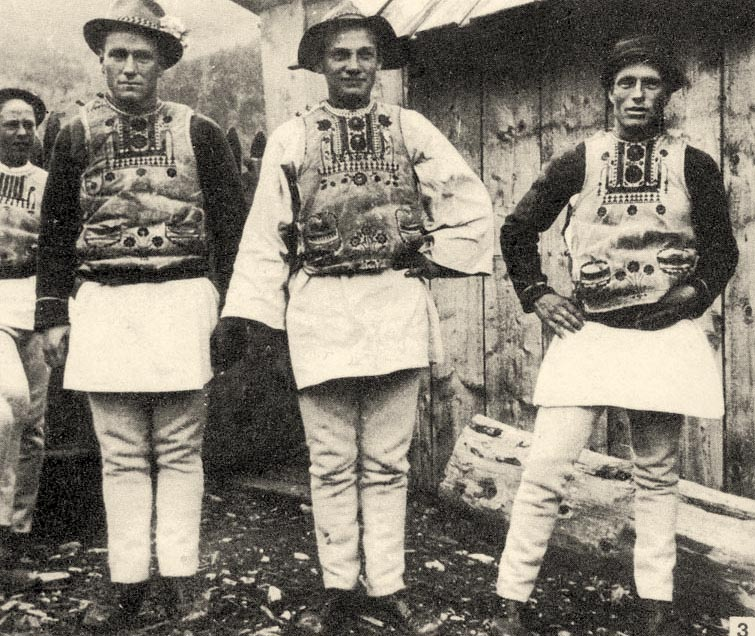

### Ceangăii din Țara Bârsei
| Imagine indisponibilă                   |  | Imagine indisponibilă |
| Ceangăi din Săcele (sec. al XVIII-lea). |  |                       |

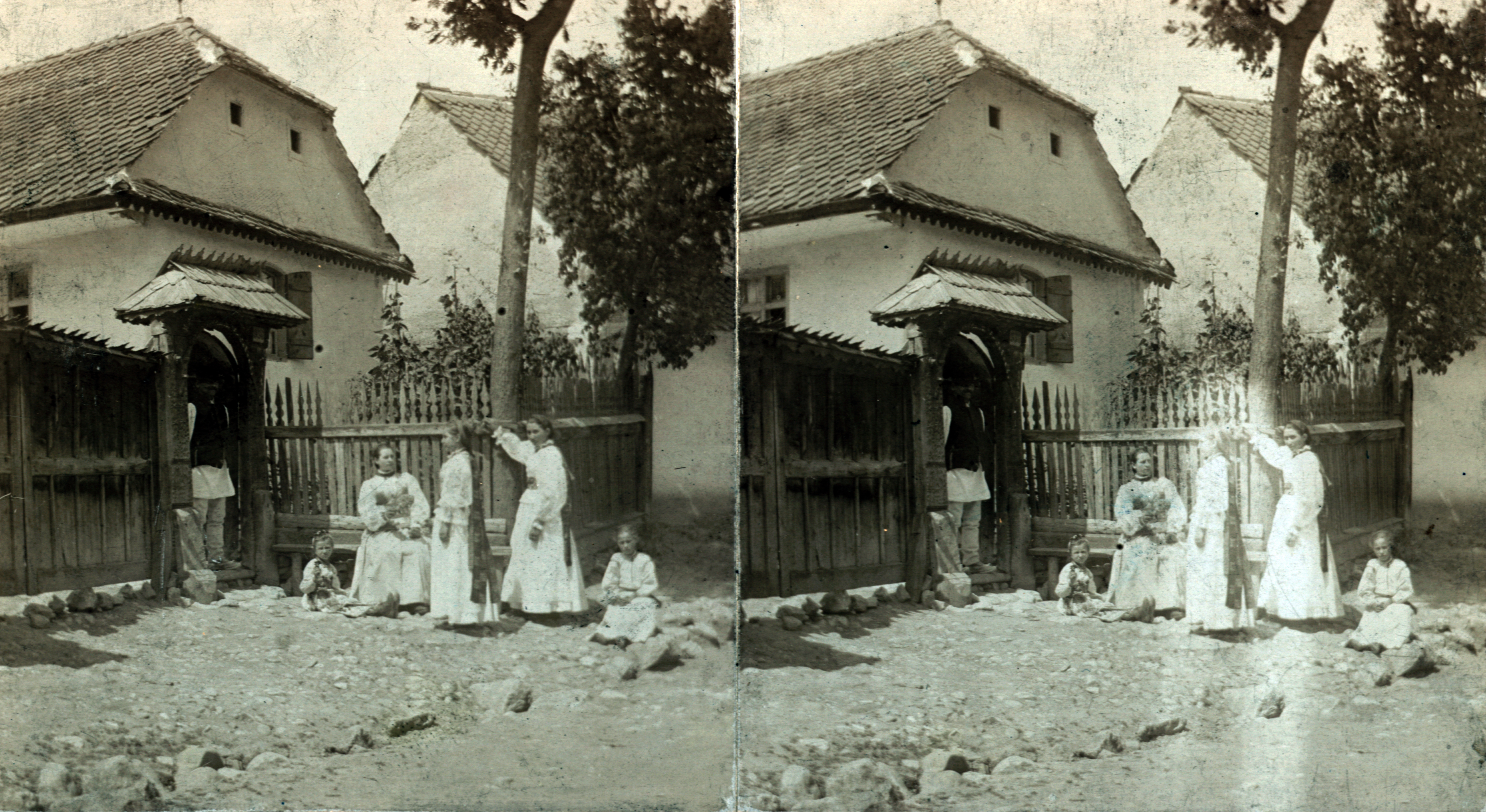
Fete îmbrăcate în port popular în satul Cernatu, Brașov

Portul ceangăiesc feminin constă într-un buchet de culori de la fusta lungă cu ham până la portul popular în stil săsesc, care la rândul lui a fost preluat de către locuitorii din zonă din perioada renascentistă maghiară.

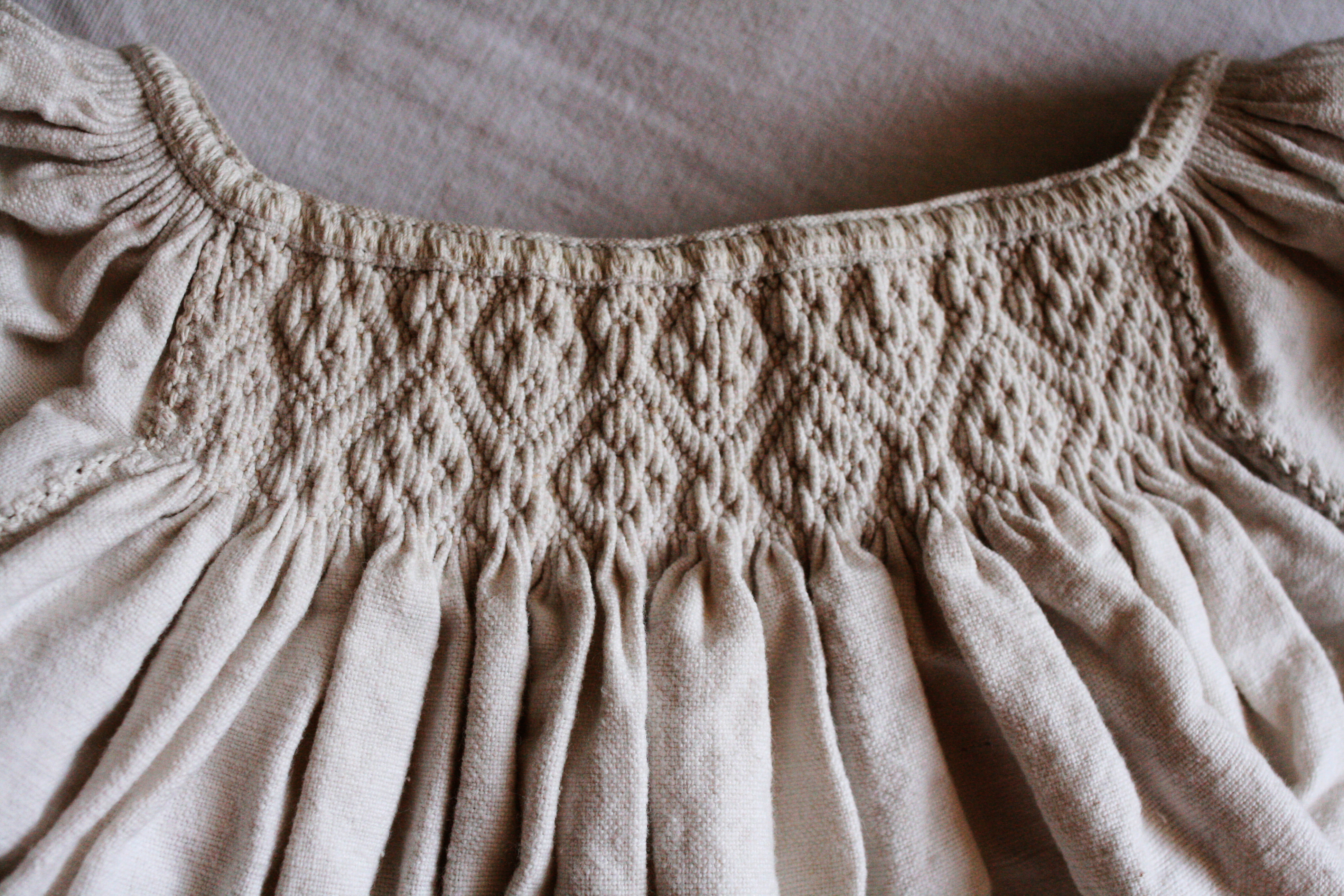
Cămașă cu clin de strâns (expusă la Sfântu Gheorghe)

Femeile și fetele își împodobesc îndeosebi capul, iar părul este prins în kuóda (coadă) și încolăcit pe partea superioară a capului. Conform tradiției maghiare, pe aceasta se așează o cununiță cu șiraguri de mărgele, care în timpul mersului zornăie. Se poartă csepesz (bonetă) pe care – în locul voalului alb care se poartă în zilele lucrătoare ale săptămânii – se leagă năframă colorată. Se poartă bonetă brodată de o formă specifică. Din cânepă împletesc un coc în formă de semicerc sau de potcoavă acoperită de o țesătură albă, care este fixată în partea dorsală a bonetei. Peste aceasta vine voalul alb dintr-o țesătură fină, care este presat de o panglică roșie legată în spate, deasupra frunții. Aceasta, în general, este prinsă de coc cu șase ace ornate, foarte frumos aurite, în așa mod, încât două se regăsesc deasupra cocului, iar două câte două lateral.

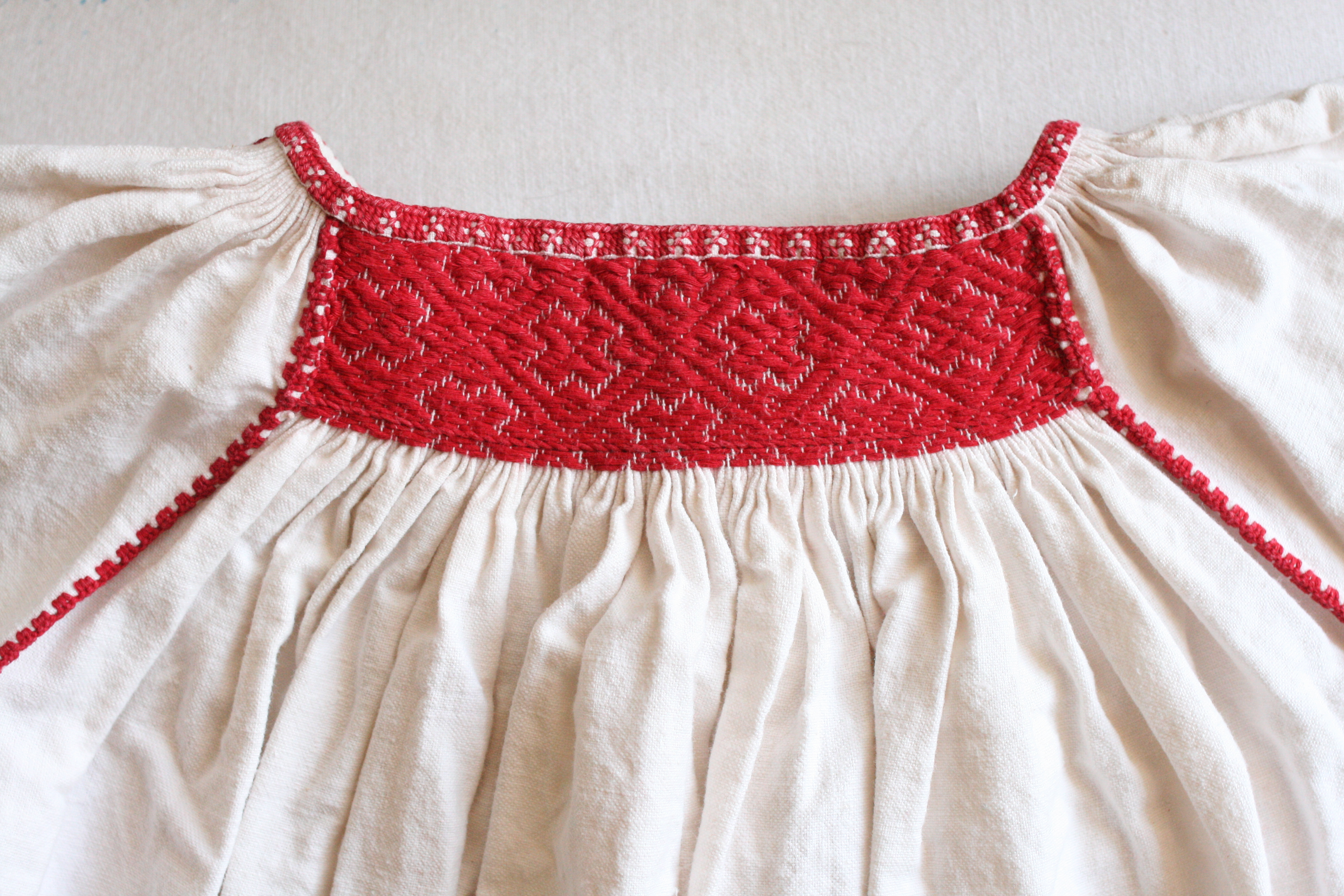

Portul bărbaților constă din pălărie neagră cu bor lat, cojoc care se trage peste cămașa strânsă cu șerpar. De sărbători poartă pieptar negru și ciorapi albi strânși. Locuitorii din Satu Nou au păstrat portul vechi maghiar folosit de sași. Bărbații poartă o manta albastră cu croi lung, pantaloni maghiari din postav de culoare închisă al sașilor tot timpul săptămânii. Portul festiv pentru biserică cuprinde magyarka (dolmanul lung cu cataramă), în cazul femeilor mantaua, iar în cazul fetelor chivăra din catifea. Cei din Satu Nou poartă cu plăcere atât portul festiv maghiar, cât și vestimentația maghiară.
Bărbații din Șapte Sate poartă în timpul verii cămăși largi din pânză de cânepă, gagya (izmene), sau ciorapi din postav alb.  Gulerul este rigid, în față se închide cu un șnur cu ciucure. Cămașa este lungă, este purtată în exterior, partea inferioară ajunge aproape până la genunchi. Cămașa este strânsă cu un brâu lat, cu diészü (chimir). În acesta se țineau bani și documente, și pe el a fost fixat și tocul pentru cuțit, respectiv și punga pentru instrumentul de făcut foc. Pe vreme mai friguroasă au purtat manta din pânză, firiskuó din pânză de in, dar și kozsokul (cojocul) scurt și lung, brodat cu mătase, flăcăii purtau (lombos guba) sarica. Pe cap purtau pălărie neagră cu bor lat, iar atunci când era frig, purtau căciulă din blană neagră sau albă. În cazul sărbătorilor vestimentația din pânză de cânepă a fost schimbată pe cea din pânza de in, care avea țesătură mai fină. Ca pardesiu, în Săcele se purta zeke (pieptar) alb, iar în Trei Sate de culoare neagră. Încălțămintea era egiéjszlábu csimma (cizma lungă întreagă). Iarna, când se mergea la pădure, purtau gyiébá lungă, în cazul nunților purtau sárigcérnás ing (cămașă cu ață galbenă) și mejjes (pieptar), care era brodat cu tulipánt(lalele) roșii și verzi, iar în lateral era ornat cu nasturi. Căruțași din Șapte Sate au purtat manta din piele și szárika (sarică).
Portul popular al femeilor din Șapte Sate are două variante cunoscute. Cel mai vechi este portul cu hámosrokoja (fusta lungă cu ham) iar cel nou este portul săsesc. În ocaziile mai speciale ale vieții, pe vestimentație domina culoarea albă, spre exemplu la căsătorie sau înmormântare. Fetele aveau împletit părul în două codițe, femeile îl purtau în coc, peste aceasta puneau scufia. Fetele își fixau părul cu șnur de culoare vișinie sau purpurie, femeile tinere își legau părul cu panglică brodată cu aur, pe care o purtau doi ani, apoi o preschimbau în panglică de culoare vișinie. Pentru ocazii speciale și duminici, femeile puneau csepesz (bonetă) pe cap, pe care o acopereau cu basma din voal. Pieptul le era ornat cu kösöntyű (podoabe pentru femei), giuvaiere, pe talie purtau brâu cu ornamente metalice, pe care erau atârnate bugyelláris (pungi brodate) sau erszény (portmonee). Rokoja (fusta lungă) a fetei și a miresei era albă, încrețită, a femeilor în zile de sărbătoare era neagră, în celelalte zile era albastru închis. Peste fustă se purta șorțul denumit katrinca (catrință). În trecut, în picioare, femeile purtau crepidă, apoi au folosit cizme din piele de oaie sau capră  tăbăcită. La confirmare purtau cămașă albă, fustă lungă din pânză de in, masining, firiskuó din pânză de in, fustă lungă din in și csipkesurc (șorț din dantelă), iar pe cap purtau cununiță de catifea cu panglici roșii. În cazul căsătoriilor, ornamentul special pentru mirese a fost chivăra din catifea neagră și mantaua neagră. Pe cămășile pentru femei, broderia părții crețe verzselés (broderia încrețiturii) făcea referire la vârsta femeii: cămășile fetelor erau brodate cu roșu, cusute împreună cu roșu, cămășile femeilor erau  brodate cu galben, cusătura de margine era roșie, iar cămășile femeilor bătrâne era brodat cu fir de culoare alb gălbui și era ornat cu volane albe.

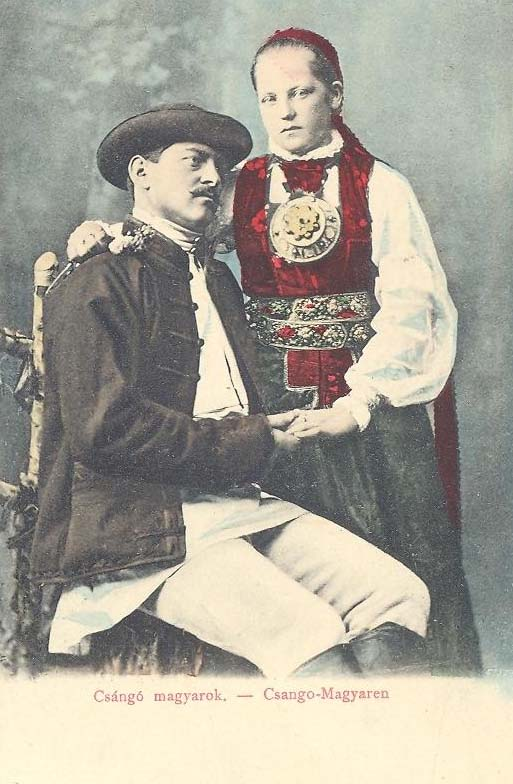
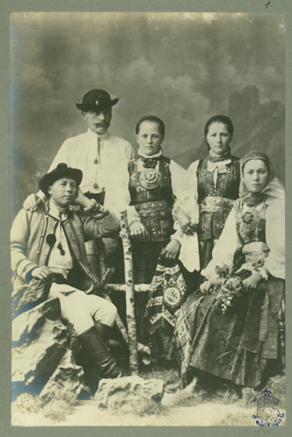
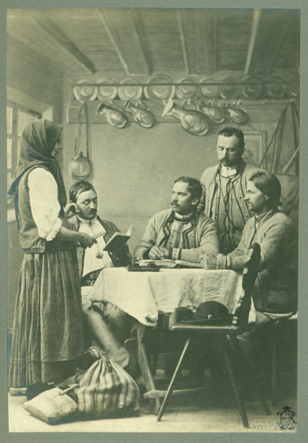
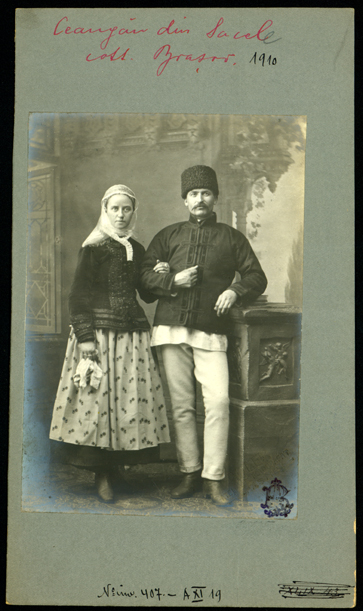
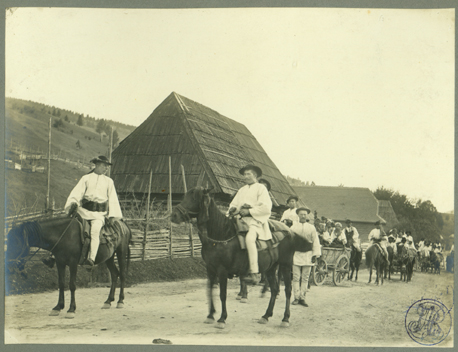

## Mărturii ale unor istorici
I. N. Ciocan, institutor, licențiat în Drept, fost inspector școlar, descrie în „Monografia creștinilor catolici din județul Roman. După date culese în 1903-1904”, apărută în anul 1924: 
„Portul. Costumul lor este deosebit de al românilor. 
Femeile și fetele au îmbrăcămintea aproape caraghioasă. Fetele împletesc părul în jurul unui cerc împrejurul capului, așa că se pare că are două coarne rotunde, întoarse pe de lături spre ceafă, iar în zilele de sărbătoare părul li e așezat pe cap și toată găteala în forma unei site de cernut făina. Cămeșile lor au un fel de cusături naționale, dar nu cu motive românești; se zice că ar fi semănând cu cele naționale ungurești din Ungaria. Catrințele strâmte, pe corp; încălțămintele galbene sau roșii și cu călcâiul înalt. 

Bărbații și flăcăii au îmbrăcămintea mai apropiată de a sătenilor ortodocși din partea locului, cu deosebire că ei poartă în timp de iarnă, deodată două cojoace: o bondă din blană fără mâneci și pe deasupra un cojoc cu mâneci; în timpul verii poartă pălării speciale, în formă de jumătate de cilindru, având baza cercului de sus mai mică decât cea de jos – un mare triunghi de con; pălăria e tare. Sunt închiși cu chimir bătut cu nasturi.”
Nicolae Iorga descrie în colecția „România cum era până la 1918” portul și înfățișarea ceangăilor:
[Ținutul Romanului] „Se văd lucrând la garduri țăranii din aceste locuri: unii au pălării mari în margeni, cum le poartă toată țărănimea noastră din aceste părți „moldovene”; cămășile lor n-au niciun fel de podoabă; cojocul mare nu e potrivit pe trup; câte odată-i acopere sumanul pământiu cu ciucuri. Alții încunjură cu o panglică roșie, uneori destul de largă, fundul înalt al unei pălării cu margenile mici; îndată li zărești tiviturile roșii de la gât; cojoacele se mlădie după liniile mijlocului. Aceștia au deseori fața molâie, ochii șterși; șuvițe de păr rar li se coboară pe umeri, dar sunt între ei și de aceia care sunt bălani ca Rușii sau negricioși ca Românii noștri.”
„Ploscuțenii, întemeiați cândva de românul Ploscuță, sunt în adevăr un sat de unguri, pripășiți aici din ținutul de față, al Bacăului. Ungurii păstrează până astăzi îmbrăcămintea lor, care nu se deosebește întru nimic de aceea a sătenilor de prin Bacău și Roman: bărbații poartă pălăria cu margeni mici și panglică roșie, femeile sunt îmbrobodite cu ștergarul ca un văl aruncat peste cozile făcute conci, sus (birjarul nostru, un băietan român, numește cu despreț „coarne” podoaba albă, învoaltă a frunții); fetele au panglici întrețesute cu părul lor bălan și flori de târg prinse în ele; cămașa largă, cu arnici roșii pe mâneci, fota neagră, dintr-o singură bucată, mântuie îmbrăcămintea.”
Academicianul Ion Simionescu în volumul „Țara noastră” apărut în anul 1937:
[...] „la fete, cu împletitura părului în jurul unui cerc cu două „coarne” întoarse spre ceafă. Au catrințe strâmte, ghete de regulă colorate, cu tocuri înalte. Pălăriile de bărbați sunt ca niște trunchiuri de con. Destoinici gospodari și agricultori, Ciangăii trăiesc în bună înțelegere cu Românii.”